# Marcellin Berthelot
Pierre Eugéne Marcellin Berthelot (Párizs, 1827. október 27. – Párizs, 1907. március 18.) francia szerves- és fizikai-kémikus, tudománytörténész és kormánytisztviselő. Fontos kutatásokat végzett az alkoholok és karbonsavak körében, a szénhidrogének (egyebek között az acetilén) szintézisében és a reakciósebesség vizsgálatában. A robbanóanyagokkal végzett munkája eredményeként felfedezte a nyomáshullámot. Bevezette az exoterm és endoterm reakciók fogalmát és újra felfedezte a baktériumok szerepét a talaj nitrogén-megkötésében.

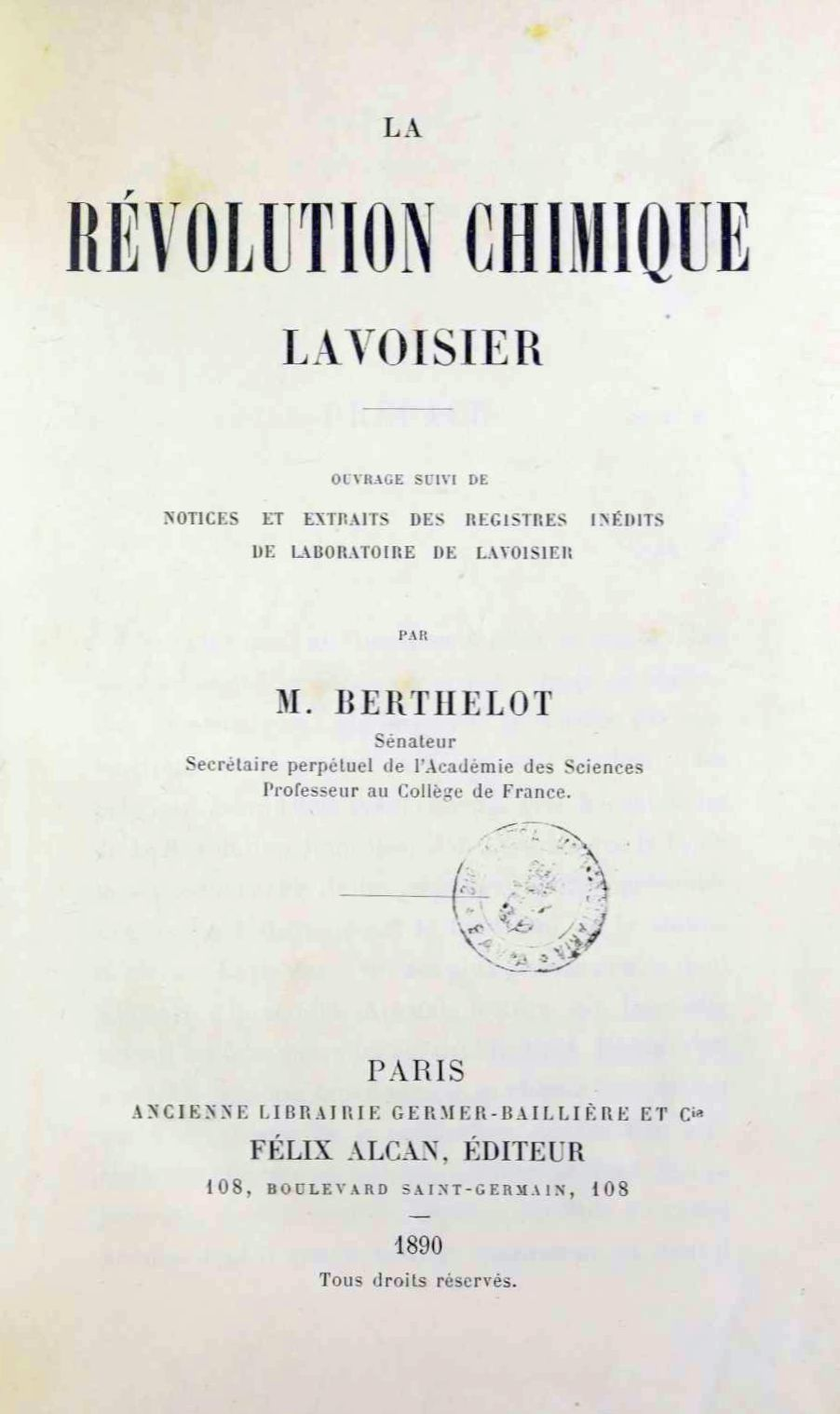
La Révolution chimique, 1890